# Lava Butte
Pour les articles homonymes, voir Lava.
Le Lava Butte est un des cônes volcaniques du cratère Newberry situé aux États-Unis, dans l'Oregon. Né d'une éruption volcanique vers 5070 av. J.-C., il a donné naissance à une importante coulée de lave qui n'est pas encore recolonisée par la végétation.

## Géographie

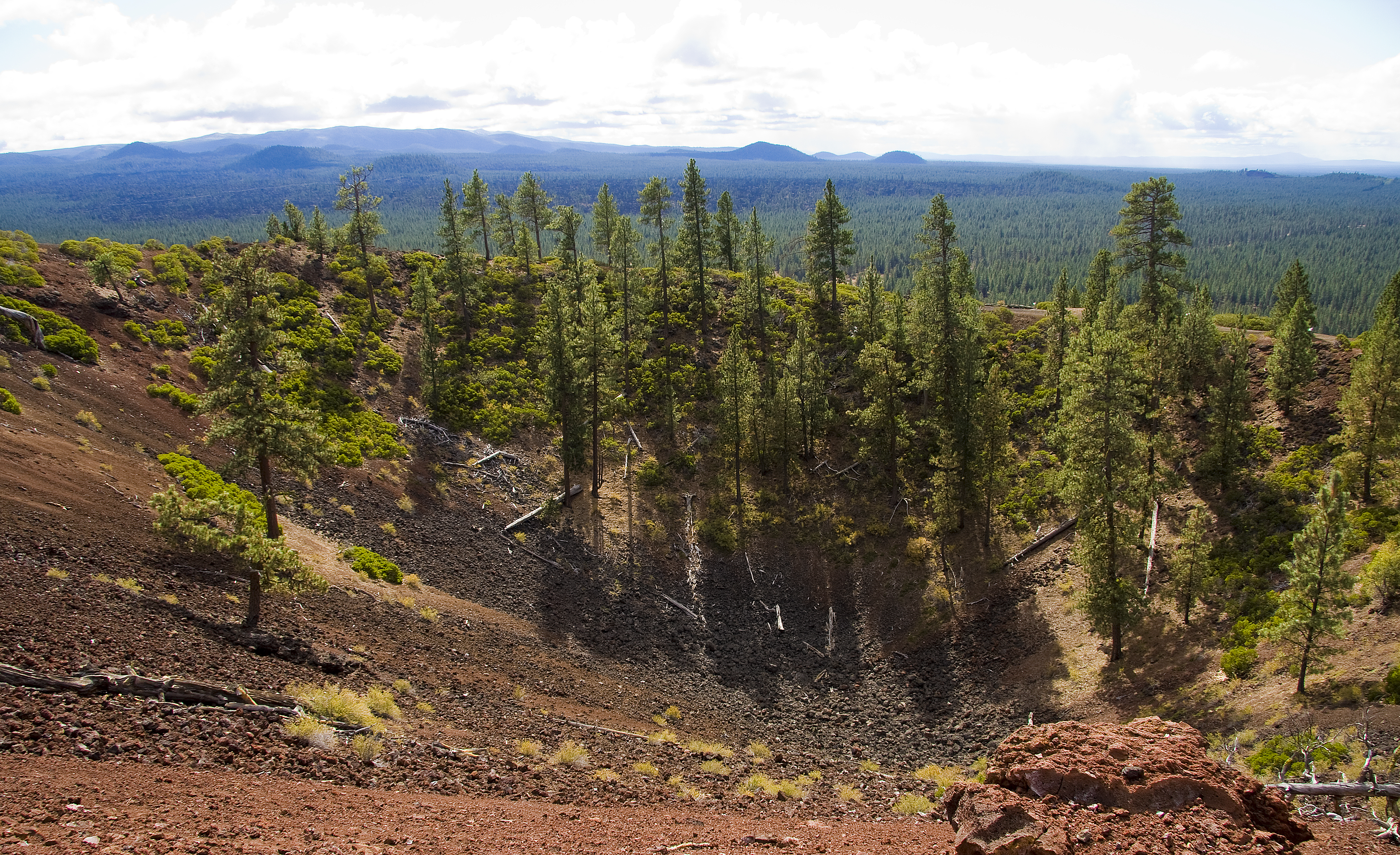
Vue du cratère Newberry dans le lointain depuis le cratère du Lava Butte.

Le Lava Butte est situé dans l'Ouest des États-Unis, dans le centre de l'Oregon, entre les villes de Bend au nord et de Sunriver au sud-ouest. Il est inclus dans la forêt nationale de Deschutes et le Newberry National Volcanic Monument.
Le Lava Butte est un des cônes volcaniques du cratère Newberry, un volcan de l'arc volcanique des Cascades. Il est situé au nord-nord-ouest du principal centre volcanique de ce volcan constitué d'un stratovolcan surmonté d'une caldeira contenant deux lacs. Constitué d'un cône de cendre couronné par un cratère de 150 mètres de profondeur, le Lava Butte culmine à environ 150 mètres au-dessus des terrains environnants, soit 1 529 mètres d'altitude. Seuls son flanc Nord et le rebord du cratère sont relativement couverts par une végétation composée de conifères, le reste du cône volcanique et de la coulée de lave se dirigeant vers l'ouest puis le nord étant totalement dénudés.
Le Lava Butte est accessible jusqu'à son sommet par un chemin qui se poursuit par un sentier d'interprétation tout autour du cratère, le Lava Butte Trail. On y trouve le Lava Butte Lookout, une tour de guet contre les incendies.

## Histoire

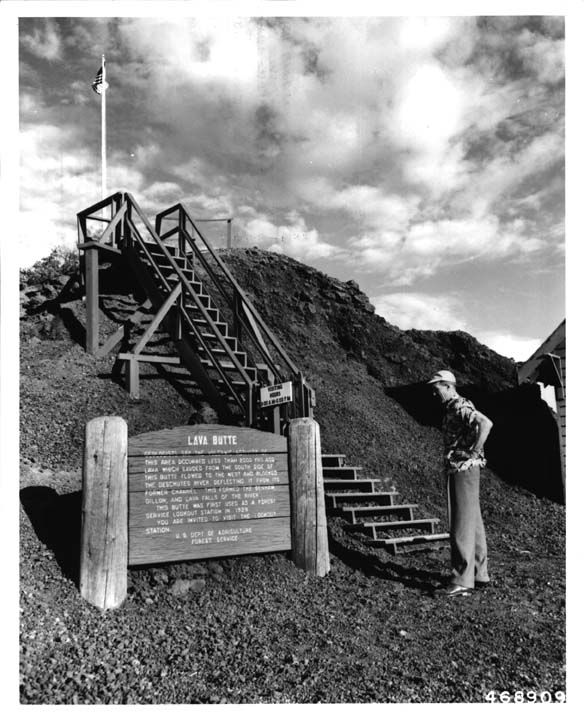
Vue du panneau indiquant le sommet du Lava Butte en 1951.

Le Lava Butte s'est formé en 5070 av. J.-C. environ, au cours d'une unique éruption ce qui en fait un volcan monogénique. Cette éruption est née de l'ouverture d'une fissure volcanique d'où s'est échappée une coulée de lave encore visible. Cette coulée de lave s'est échappée du Lava Butte vers l'ouest mais elle a changé de direction vers le nord puis vers le nord-est. Cette coulée de lave couvre une superficie d'environ 14 500 km2 sur neuf à trente mètres d'épaisseur. Le volume de lave émis est de 290 km3 tandis que celui de téphra est de 34 km3. L'éruption s'est accompagnée d'explosions d'indice d'explosivité volcanique de 3.
En 1903, l'âge de l'éruption du Lava Butte est estimé entre 100 et 150 ans par le docteur Russel, géologue à l'United States Geological Survey. Ce n'est qu'en 1977 que la véritable date a été connue avec plus ou moins de précision par des mesures au carbone 14,. Les cendres volcaniques composant le Lava Butte ont fait l'objet d'une exploitation à deux reprises. Ainsi, en 1929, environ 2 000 m3 de cendres sont extraites du flanc oriental du cône volcanique et sont transportées par chemin de fer jusqu'à Longview dans l'État de Washington au nord. Ces cendres sont rentrées dans la composition du béton ayant servi à la construction du tablier du pont de Longview au-dessus du Columbia. Deux ans plus tard, des cendres et de la lave sont à nouveau extraits du Lava Butte pour la construction du chemin de fer traversant le Newberry National Volcanic Monument. Deux mois à la fin de 1931 ont fallu pour construire la section d'environ 3 200 mètres de cette voie ferrée traversant la coulée de lave du Lava Butte. Le cratère volcanique a fait l'objet de nouveaux aménagements en 1933 lorsque le chemin permettant d'accéder à son sommet a été ouvert en début d'année.